# Cortyta setifera
Cortyta setifera är en fjärilsart som beskrevs av George Francis Hampson 1918. Cortyta setifera ingår i släktet Cortyta och familjen nattflyn. Inga underarter finns listade i Catalogue of Life.